# The Amateurs
Pour les articles homonymes, voir Amateur (homonymie).
Ne doit pas être confondu avec The Amateur.
Pour plus de détails, voir Fiche technique et Distribution.
The Amateurs, également nommé The Moguls dans certains pays, est un film américain réalisé par Michael Traeger, sorti en 2005.

## Synopsis
Andy Sargentee est divorcé et sans emploi. Son ex-femme Thelma a emmené leur fils Billy avec elle et son nouveau mari est très riche, ce qui accroît les problèmes d'estime de soi d'Andy. Une nuit, alors qu'il est au bar, il a l'idée de produire un film pornographique amateur. Persuader quelques amis de partager les frais et le jeune homme travaillant dans le vidéo-club d'être le directeur de la photographie ne pose pas de problème mais assembler un casting, surtout féminin, est une tout autre affaire.

## Fiche technique
- Réalisation : Michael Traeger
- Scénario : Michael Traeger
- Photographie : Denis Maloney
- Montage : Raúl Dávalos
- Musique : Nic. tenBroek
- Pays d'origine :  États-Unis
- Langue originale : anglais
- Format : couleur - 1,85:1 - Dolby Digital
- Genre : comédie
- Durée : 96 minutes
- Dates de sortie : 
  -  États-Unis : 6 février 2005 (festival du film de Santa Barbara)

## Distribution
- Jeff Bridges : Andy Sargentee
- Tim Blake Nelson : Barney Macklehatton
- William Fichtner : Otis
- Joe Pantoliano : Some Idiot
- Ted Danson : Moose
- Patrick Fugit : Emmett
- Jeanne Tripplehorn : Thelma
- Glenne Headly : Helen
- Lauren Graham : Peggy
- Isaiah Washington : Homer
- Steven Weber : Howard
- John Hawkes : Moe
- Tom Bower : Floyd
- Alex D. Linz : Billy

## Accueil
Le film n'a connu qu'une sortie limitée au cinéma avant d'être distribué en vidéo.
Il obtient 15% de critiques positives, avec une note moyenne de 4/10 et sur la base de 26 critiques collectées, sur le site Rotten Tomatoes. Sur Metacritic, il obtient un score de 45/100 sur la base de 6 critiques collectées.